# あなたを・もっと・知りたくて
「あなたを・もっと・知りたくて」（あなたを・もっと・しりたくて）は、薬師丸ひろ子通算5枚目のシングル。1985年7月3日発売。発売元はEASTWORLD / 東芝EMI(現・EMIミュージック・ジャパン)。規格品番は、EP:WTP-17738

## 背景
1985年に薬師丸は角川映画から独立し、引き続き活動の主軸を映画に置きつつも歌番組やコマーシャルにも積極的に出演するようになった。
本作は自身の主演映画と関係のない初めてのシングルで、民営化直後のNTTキャンペーンソングに使用された（薬師丸本人がCMにも出演した）。"電話" が効果的に登場するラブソングで、曲中のセリフ部分でSEとしてコール音が挿入された。当時の104（電話番号案内）では案内中に本曲が待受音として使用された。
シングル盤発売のプロモーションとして、東芝EMIが薬師丸の写真入りのテレホンカードを1000枚製作してレコードの予約申込者を対象に抽選で配布するキャンペーンを行ったところ、予約申込者は5万人を超えた。
2015年6月24日発売のトリビュート・カバー・アルバム『風街であひませう』の限定生産盤スペシャル・ディスクの中には薬師丸による歌詞の朗読が収録されている。

## 制作
薬師丸が松本隆へ掛けた電話の内容「もしもし、私、誰だかわかる?」が歌詞に反映されている。B面曲の「天に星. 地に花.」は、次のシングルとして12インチ盤で発売された。
武部聡志は、斉藤由貴の「卒業」の仕事以来、松本隆・筒美京平コンビの編曲を頻繁に手掛けるようになった。「あなたを・もっと・知りたくて」もそのうちの1曲。
この曲の後、薬師丸のシングル「ステキな恋の忘れ方」「紳士同盟」「語りつぐ愛に」だけでなく、松本隆プロデュースの『花図鑑』を含む薬師丸のアルバム曲の編曲も多く担当するようになった。2013年に行われた薬師丸の35周年コンサートの音楽監督になり、オープニングが「あなたを・もっと・知りたくて」だったことは、28年前に編曲を担当した武部にとって非常に感慨深かった。
この曲は1980年代らしいアレンジの非常に分かりやすいポップ・チューン。シンセサイザーとシーケンサー(MC-4)を駆使し、それに、生の弦とコーラスが入る。この曲の特徴としては、Aメロ・Bメロ・サビ毎にシンセの音色を変えていること、Aメロのマリンバのような刻みをはじめ、随所に刻みのフレーズが入っていること。イントロやセリフのフレーズは武部の発案ではなく、既に筒美が作成したデモの段階でピアノ・バージョンが存在していた。武部がそれをピアノからシンセに置き換えた。筒美の特徴として、明確な世界観が伝わるイントロ、メロディー、コードによって曲を作るので、武部は無理にコードやフレーズを変更せずに、筒美の世界観をそのまま拡げるように編曲した。武部によれば、サビ直前のオーギュメントや、サビの「もっともっと」のベース音が半音ずつ下降しながらのマイナー・シックスのコード進行にも筒美らしさが出ている。

## チャート成績
オリコン週間チャートで最高2位、年間ヒットチャートでも12位にランクイン。また、TBSの音楽番組『ザ・ベストテン』でも最高5位を記録、8週連続ランクインするヒット曲になった。オリコンチャートの登場週数は16週、累計39.1万枚のセールスを記録した。
ニッポン放送の歌謡曲ベストテンでは1位を記録した。レコード売上は50万枚に達したともされる。

## 評価
音楽雑誌『レコード・コレクターズ』（2014年11月号）の特集「80年代女性アイドル・ソング・ベスト100」で20位になった。前4作の映画主題歌と比較して、最もアイドル曲らしい仕上がりとなっていると指摘している。

## 収録曲
全曲作詞：松本隆／作曲：筒美京平
1. あなたを・もっと・知りたくて　
編曲：武部聡志
  - NTT "TALK ON THE PHONE" キャンペーン・イメージ・ソング[17]
2. 天に星. 地に花.　
編曲：新川博

## 関連作品
- GOLDEN☆BEST 薬師丸ひろ子 - M-1・2ともに収録、規格品番：TOCT-10875
- TWIN BEST 薬師丸ひろ子 - M-1・2ともに収録、規格品番：TOCT-10240
- Essential Best 薬師丸ひろ子 - M-1・2ともに収録、規格品番：TOCT-26317
- THE HIT MAKER -筒美京平の世界- - 作曲家活動40周年記念CD-BOX。「あなたを・もっと・知りたくて」収録。
- 風街図鑑〜松本隆 作詞活動30周年記念 - 作詞家活動30周年記念CD-BOX、「あなたを・もっと・知りたくて」収録。